# Hvarnes
Hvarnes est une agglomération de la municipalité de Larvik, dans le comté de Vestfold, en Norvège..

## Description
Hvarnes est un village agricole etforestier de la municipalité de Larvik situé à 30 kilomètres au nord de la ville. La rivière Numedalslågen a un parcours sinueux à travers Hvarnes, en partie profondément creusé dans la plaine fluviale formant des zones en terrasses.
L'école de Hvarnes et l'église de Hvarnes (1705) sont situées sur le site, et le club sportif de Hvarnes en fait également partie.

## Aire protégée
- Réserve naturelle de Korpen, créée en 2002, est située au sud de Hvarnes.

## Galerie

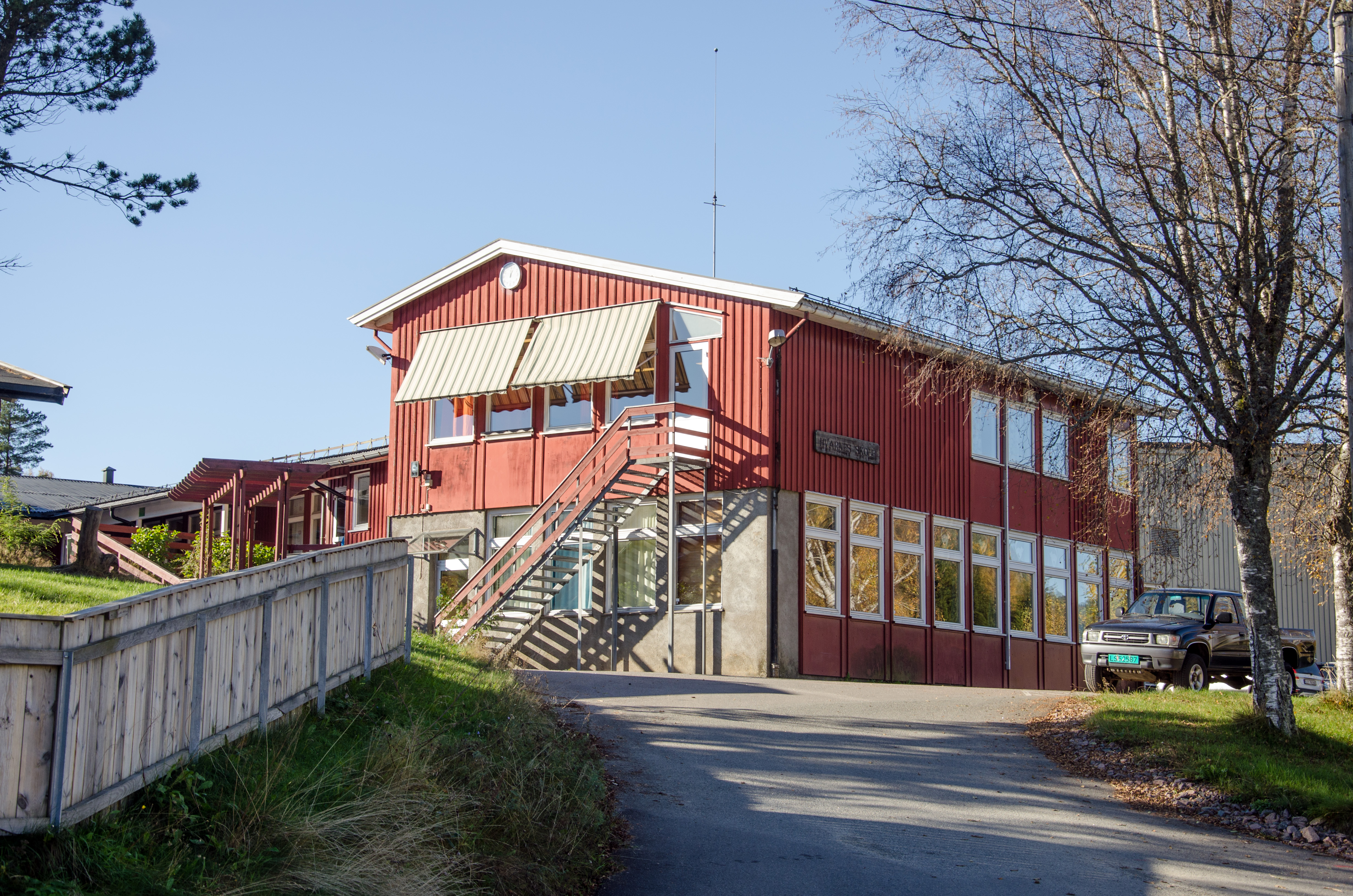
École de Hvarnes
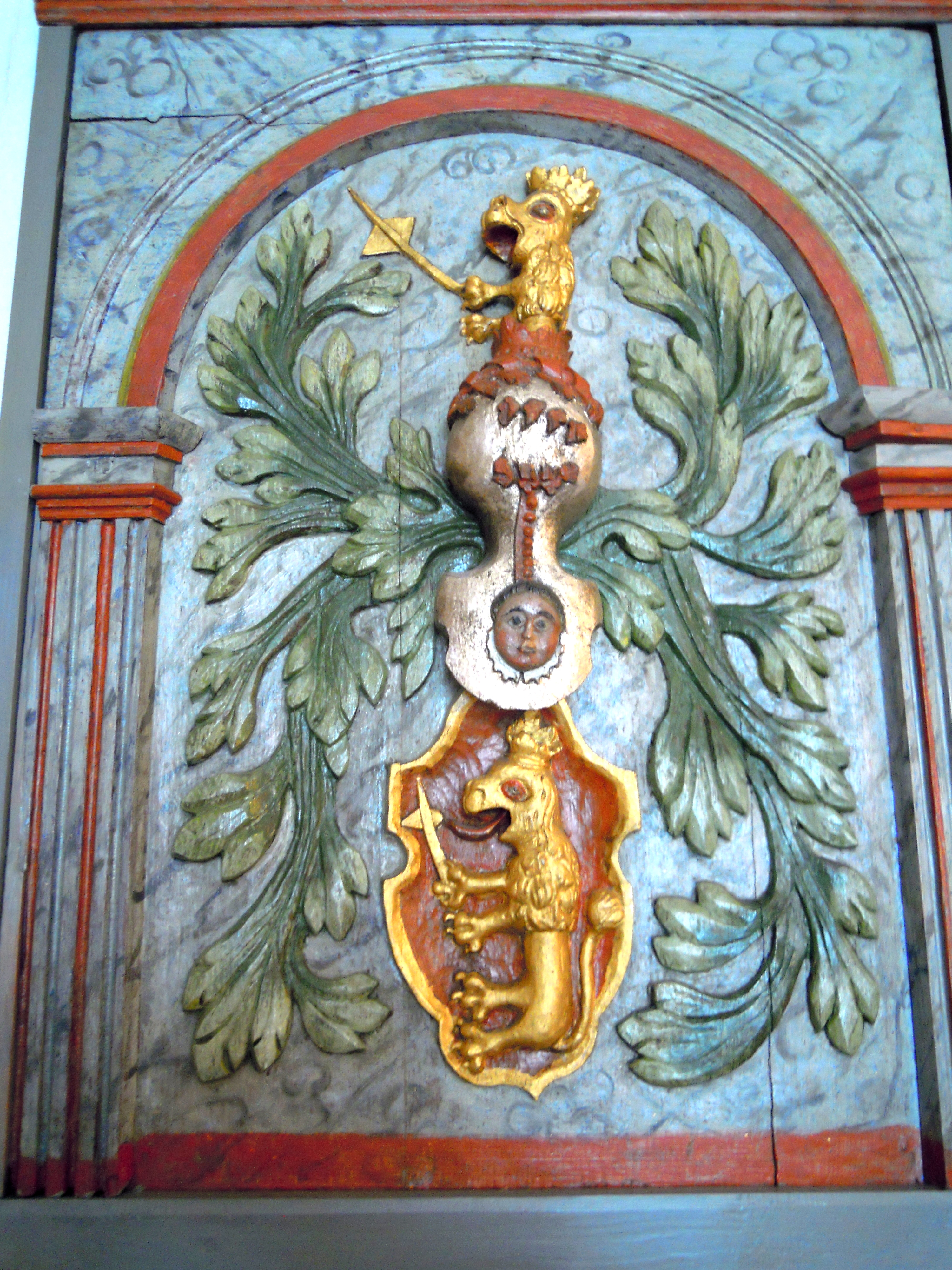
armoiriesde Margrethe Breide
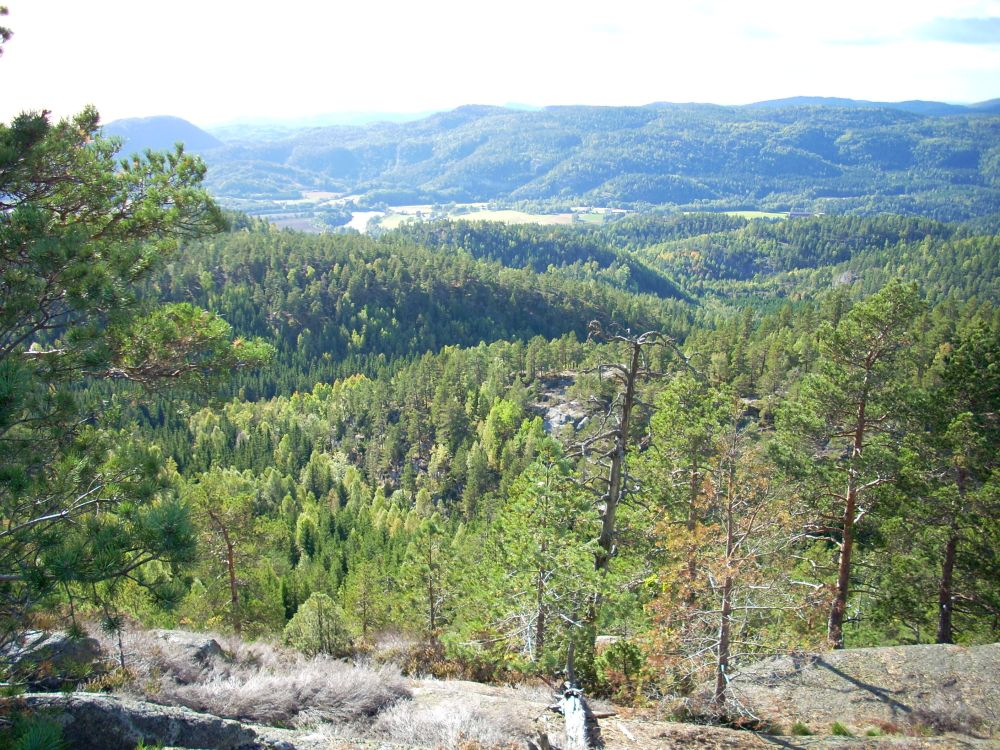
Réserve naturelle de Korpen.